# 真宗出雲路派
真宗出雲路派（しんしゅういずもじは）は、福井県越前市の毫摂寺を本山とする、浄土真宗の一派である。末寺数67。

## 沿革
本山の毫摂寺は、天福元年（1233年）親鸞が山城国愛宕郡出雲路（現在の京都府京都市北区）に創建し、長男の善鸞に附与したのに始まると伝えられる。その為、開祖を親鸞、第2代を善鸞としているのであるが、近代の研究によれば浄土真宗本願寺派の第3代覚如の高弟乗専が京都出雲路に毫摂寺を創建したとされる。
乗専は覚如の第四子である善入（第3代）を養子とし、今出川に寺基を移し、善入の子第4代善智は請われて越前国證誠寺（真宗山元派本山）の住持を兼ねることとなった。善智は本願寺第5代綽如の孫（荒川興行寺周覚の娘）である妙欽尼を室とし、さらに妙欽尼の弟を養子にするなど次第に本願寺と近しい関係となっていった。
第5代善幸の時、今出川毫摂寺は応仁の乱の兵火で灰燼に帰した。そのため善幸は母とともに越前山元庄（現鯖江市水落）に下向し、證誠寺に寄寓する。
第8代善鎮は寄寓先である山元庄に毫摂寺を再興するものの、文明14年（1482年）、毫摂寺の門末の他、證誠寺の門末をも引き連れて本願寺第8代蓮如に帰依し、京都山科本願寺に合流した。これにより寺勢は大いに衰えた。善鎮は後に正闡坊として越前に戻り、府中御堂として本願寺派の陽願寺を建立する。その子第9代善覚は残留して毫摂寺を継ぐものの、寺勢の衰えを止めることはできなかった。
天正3年（1575年）、第11代善秀の時に織田信長軍と越前一向一揆勢の戦いに巻き込まれて山元毫摂寺の堂宇は焼失し、やむなく毫摂寺は横越庄に移転していた證誠寺に再び留錫することとなった。が、ほどなくして證誠寺との間で争いが発生、證誠寺との兄弟のごとき本末関係はここに終止符を打った。現在、證誠寺は真宗山元派本山として一派を形成している。そして善秀も失意のうちに没した。
しかし、柳原家より迎えた第12代善照が慶長元年（1596年）、ついに現在地である清水頭に寺基を定めて毫摂寺を再建した。この地には元来聖徳太子堂があったといわれている。善照は越前各地で強力に教化を推し進めて毫摂寺再興につくしたため、出雲路派の中興とされている。佐々成政の小丸城が廃城となったために停滞していた城下町五分市（ごぶいち）は、毫摂寺の建立によって今度は門前町としての再出発を図り、毫摂寺も通称「五分市本山」と呼ばれるようになった。
光明天皇、後柏原天皇、後陽成天皇より勅願所の綸旨を賜っていた毫摂寺ではあるが、江戸時代に入り、元禄年間より明治維新に至るまで天台宗の青蓮院門跡の院家として天台宗に所属することとなった。ちなみに、歴代門主は花山院家の猶子となる習わしであったため、寺紋は花山院家の家紋である菖蒲菱となっている。
第17代善准には世子がなかったため、真宗興正派第22代寂永の子である善栄を養子とし、第18代とした。
1872年（明治5年）、教部省設置にかかる指令により浄土真宗本願寺派と合同したが、1878年（明治11年）、同省廃止をうけて新たに独立して真宗出雲路派を結成した。

## 歴代門主
- 名前（命日）
- 開祖  親鸞 （弘長2年11月28日） - 宗祖
- 第2代 善鸞 （弘安元年3月22日）
- 第3代 善入 （元応2年9月10日）
- 第4代 善智 （延元2年4月15日）
- 第5代 善幸 （康安元年8月17日）
- 第6代 善岌 （応永3年6月25日）
- 第7代 善教 （正長元年10月4日）
- 第8代 善鎮 （寛正6年2月17日）
- 第9代 善覚 （明応元年3月18日）
- 第10代 善光 （大永7年2月朔日）
- 第11代 善秀 （天正14年7月朔日）
- 第12代 善照 （慶安3年6月12日） - 中興の祖とされる
- 第13代 善舜 （寛永17年12月22日）
- 第14代 善誉 （正保4年7月12日）
- 第15代 善休 （元禄16年6月10日）
- 第16代 善冏 （享保8年8月5日）
- 第17代 善准 （延享元年7月9日）
- 第18代 善栄 （寛政5年11月21日）
- 第19代 善祐 （文化14年11月8日）
- 第20代 善雲 （天保12年4月3日）
- 第21代 善静 （万延2年9月10日）
- 第22代 善慶 （大正6年3月10日）
- 第23代 善聴 （大正9年1月10日）
- 第24代 善解 （昭和57年7月27日）
- 第25代 善明 （平成27年7月20日）
- 第26代 善志 - 現門主

### 文献
- 瓜生津隆真、細川行信『真宗小事典』（新装版）法藏館、2000年。ISBN 4-8318-7067-6。